# Hornsches Spital

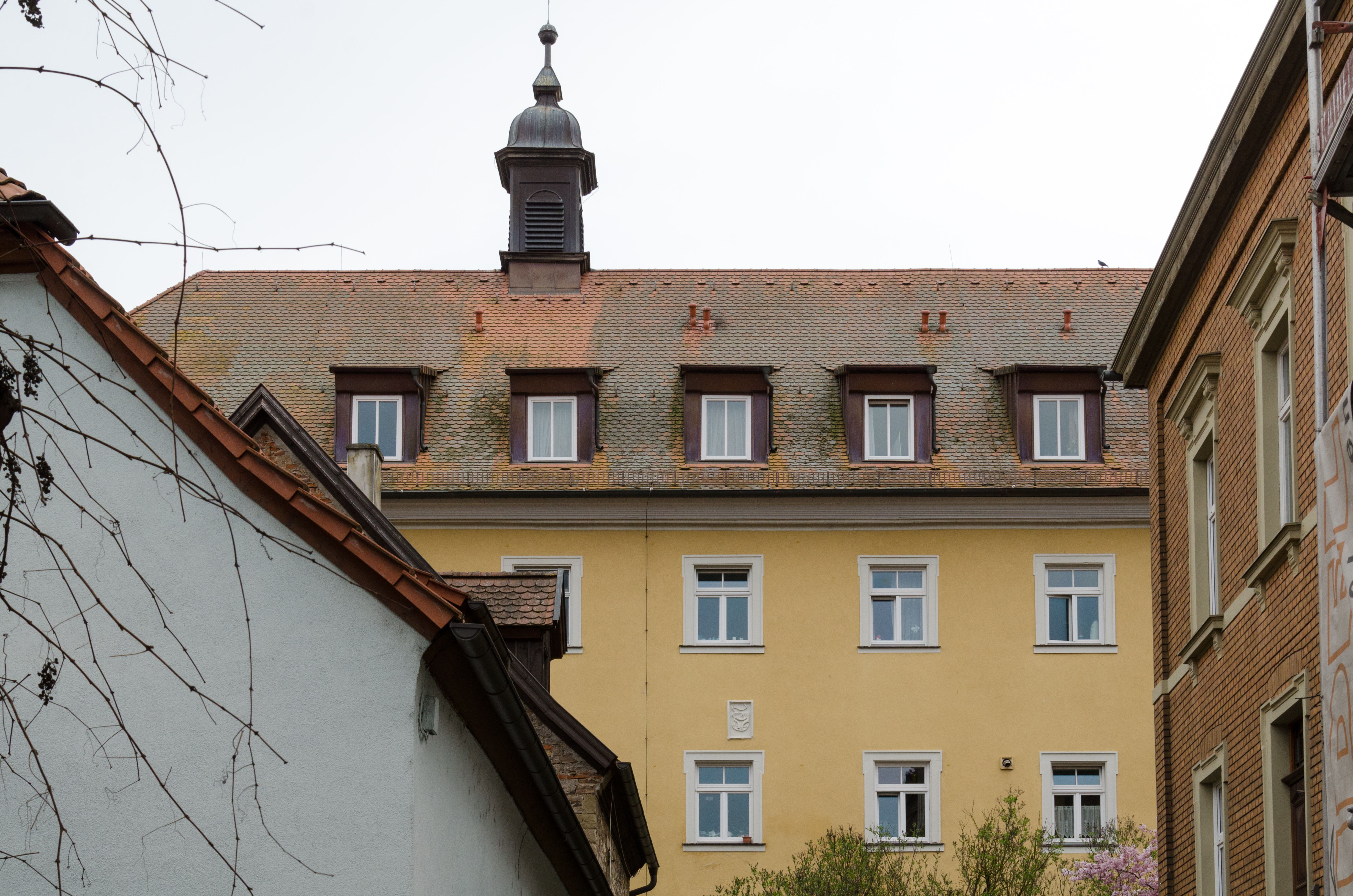
Das Spital mit seinem markanten Dachreiter

Das Hornsche Spital (auch Hornsche Spitalstiftung, Adresse Spitalgasse 10, früher Hausnummer 288) ist ein denkmalgeschütztes Gebäude und der Mittelpunkt der westlichen Altstadt des unterfränkischen Dettelbach. Das Spital entstand als Stiftung des 15. Jahrhunderts und wird seit dem 20. Jahrhundert als Altenheim geführt.

## Geschichte

### Stiftung(en) des Spitals

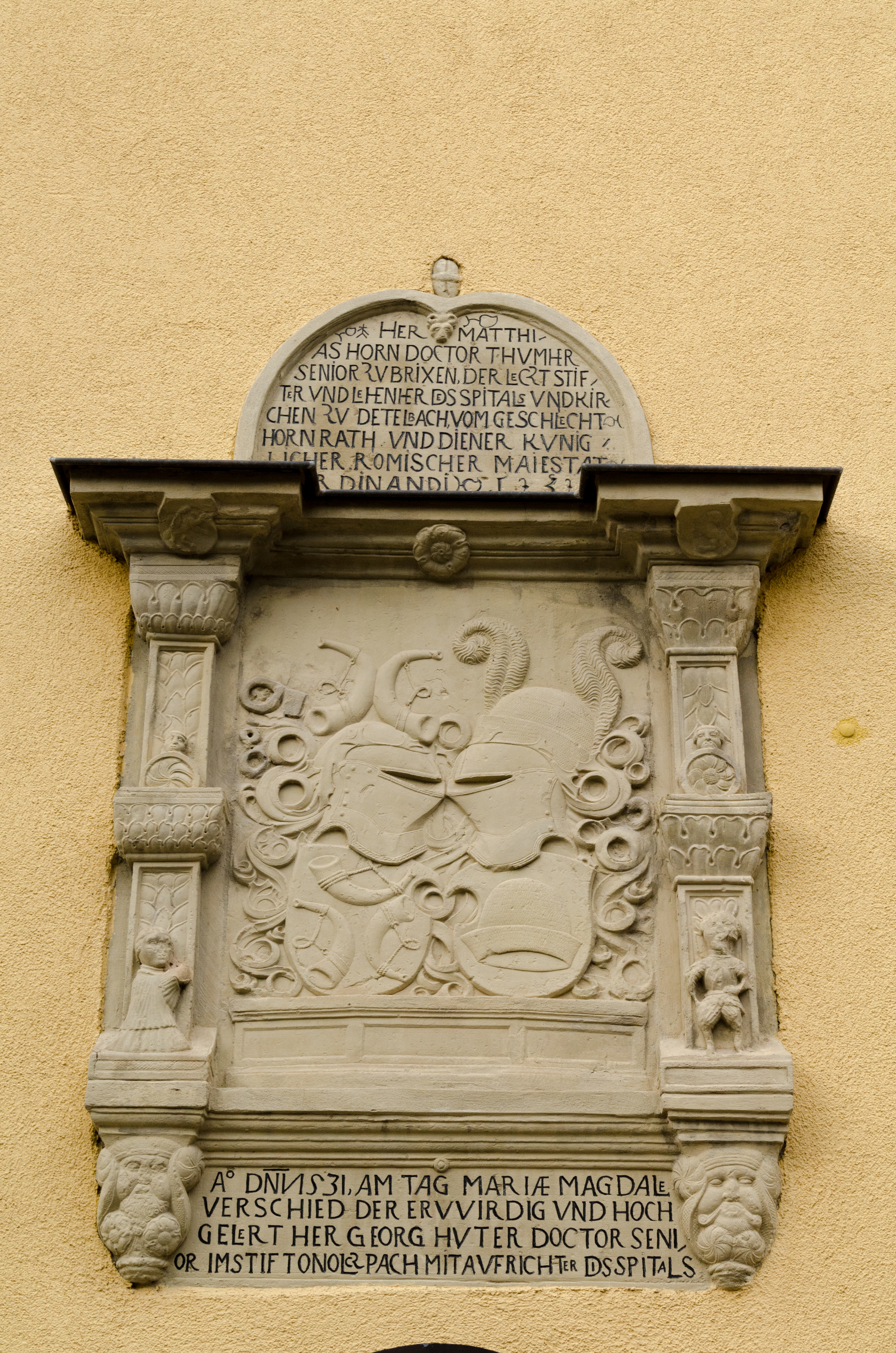
Der Wappenstein am heutigen Spital verweist auf die Stifterfamilien Hutter und Horn

Die Geschichte des Spitals geht auf eine private Stiftung zweier wohlhabender Dettelbacher Bürger zurück. Die beiden Geistlichen Johannes Horn, Domherr in Brixen, und sein Bruder Kilian, Dekan von St. Stephan in Bamberg, begannen im Jahr 1481, die Stiftung an ihre Geburtsstadt Dettelbach zu übergeben. Die Urzelle bildete das Geburtshaus der beiden Brüder, deren Vater als Leibarzt des Markgrafen Albrecht Achilles arbeitete. Die Nachbarhäuser mussten ebenfalls dem Spital weichen, das bereits früh mit einer Kapelle ausgestattet wurde.
Bereits im August 1481 erhielt die Spitalstiftung die Bestätigung durch Papst Sixtus IV. 1530 urkundete auch Kaiser Karl V. über das Dettelbacher Spital. Die Stiftung, die zunächst für 14 Pfründner ausgelegt worden war, blieb allerdings in den ersten Jahrzehnten stetig bedroht. Erst die neuerlichen Zuwendungen durch Mitglieder der Familie Horn und der mit ihr verschwägerten Familie Hutter stellten sie 1531 auf festere Füße. Matthias Horn, ebenfalls ein Brixener Domherr und Georg Hutter, der als Kanoniker am Gumbertstift in Ansbach tätig war, vererbten dem Spital ihr gesamtes Vermögen.
Zusammen mit dem Geld gelangte auch eine große Inkunabelsammlung an das Spital. In der Folgezeit kaufte die Spitalstiftung Grundstücke zu und erwarb Zehntrechte in verschiedenen Ortschaften. Unter anderem war das Spital in Albertshofen, Dettelbach, Hörblach, Kürnach, Mainsondheim, Neuses am Berg, Opferbaum und Schnepfenbach begütert. Durch die neuerliche Bestätigung der Stiftung durch den Würzburger Fürstbischof Konrad II. von Thüngen wurde das Dettelbacher Spital 1533 von allen Steuern, Zinsen und Abgaben befreit.

### Städtische Stiftung
Im Zuge der Reformation wurden auch Lutheraner in den Räumlichkeiten des Spitals gepflegt. Erst die gegenreformatorischen Praktiken des Fürstbischofs Julius Echter von Mespelbrunn beendeten diese Praxis, 1586 mussten die Protestanten die Stadt Dettelbach verlassen. Julius Echter übergab die Spitalleitung 1616 dem Stadtrat von Dettelbach, der nun auch für die finanzielle Versorgung der Stiftung zuständig war. Aus den Reihen des Stadtrates rekrutierte sich nun auch der jährlich ernannte Spitalpfleger. 
Während des Baus der Renaissance-Wallfahrtskirche Maria im Sand wurde das Vermögen des Spitals dezimiert, weil der Fürstbischof der Stadt Dettelbach das Gros der Ausgaben aufgebürdet hatte. In den Jahren des Kirchenbaus wurden die Künstler, die am Gotteshaus bauten, in den Räumlichkeiten der Stiftung untergebracht. So lebten hier zeitweise Lazaro Augustino und Michael Kern. Eigentlich waren in das Spital laut einer Hausordnung von 1531 nur „arme und kranke Menschen (...) Dettelbacher Herkommens“ aufzunehmen.
1785 riss man das bisherige Spitalgebäude ab, um Platz für mehr Pfründner zu gewinnen. Grund hierfür war auch, dass nun auch Volkacher in das Dettelbacher Spital aufgenommen wurden. Das dortige Spital in der heutigen Hauptstraße 20 war an einen Privatmann verkauft worden. Erst 1801 erhielt die Nachbarstadt wieder ein eigenes Spital. Im Jahr 1834 erhielt das Dettelbacher Spital dann neuerlich eine Erweiterung seiner Zuständigkeiten. Im zweiten Obergeschoss wurden nun auch Dienstboten gepflegt.
Im 19. Jahrhundert erhielt das Dettelbacher Spital weitere Zuwendungen. Eine größere Einzelstiftung tätigte 1840 der Geistliche Rat Dr. Löwenheim. Nun betreute die Spitalstiftung auch bedürftige Familien in anderen Baulichkeiten der Stadt. Mit einer Spende im Jahr 1854 erweiterte sich der Pfründnerkreis im Spital selbst von 14 auf 19 Personen. Seit 1858 wurde das Spital von den „Schwestern des Allerheiligsten Erlösers“ betreut. 1976 endete diese Zeit, weil es zu Nachwuchsproblemen innerhalb des Ordens kommt. In der Folgezeit stand die Existenz der Stiftung kurzzeitig auf dem Spiel.
Das 20. Jahrhundert ist auch von mehreren Renovierungen und Umbaumaßnahmen am Gebäude geprägt. Bereits 1933 nahm man einzelne Maßnahmen vor. Zwischen 1950 und 1952 erhielt das Spital Anschluss ans Warmwasser, die Säle wurden umgebaut, um insgesamt 36 Menschen aufzunehmen. Zwischen 1984 und 1997 wurde das Spital der umfassendsten Sanierung unterzogen. Unter anderem erhielt das Haus einen Aufzug, das Dachgeschoss wurde ausgebaut. Die Umbaumaßnahmen 2012 bis 2014 betrafen vor allem die Spitalkapelle im Osten der Anlage. Das ehemalige Spitalgebäude ist ein Baudenkmal, untertägige Überreste von Vorgängerbauten werden als Bodendenkmal eingeordnet. Daneben ist es ein bedeutender Teil des Ensembles Altstadt Dettelbach.

## Beschreibung
Das heutige Anwesen der Spitalstiftung wird von den Umbaumaßnahmen des 18. Jahrhunderts geprägt. Es präsentiert sich als zweigeschossiger Massivbau mit teilweise geohrten Fensterrahmungen und schließt mit einem Walmdach ab. Einziger Hinweis auf die Stiftung der Frühen Neuzeit ist ein Wappenstein, der heute am Eingang des Hauses angebracht ist. Umgeben von zwei reich verzierten Säulen mit figürlichem Dekor und überragt von einem ausladenden Renaissance-Gesims sind die Wappen der beiden Stifterfamilien Hutter und Horn zu erkennen. Zwei Inschriften, ober- und unterhalb des Wappensteins, verweisen auf die Stiftung des Jahres 1531.
Die Umbaumaßnahmen im Inneren veränderten den Grundriss des Hauses in den Jahrhunderten seiner Existenz. Lediglich die Spitalkapelle besteht noch an der alten Stelle und wird äußerlich durch den aufgesetzten Dachreiter kenntlich gemacht. Die 1488 erstmals erwähnte Kapelle wurde im Zuge des Umbaus 1785 von Grund auf verändert. 2012/2013 zog man eine Zwischendecke ein und verringerte so die Kapelle in ihrer Fläche. Die klassizistische Ausstattung wurde weitgehend entfernt. Nun dominieren die Decken- und Wandgemälde des Kölner Künstlers Jürgen Wolf den Raum. Einen Hinweis auf den Patron der Kapelle gibt die Darstellung „St. Georg mit dem Drachen“, die Jürgen Lenssen schuf.